# Heilig-Geist-Kirche (Görzig)

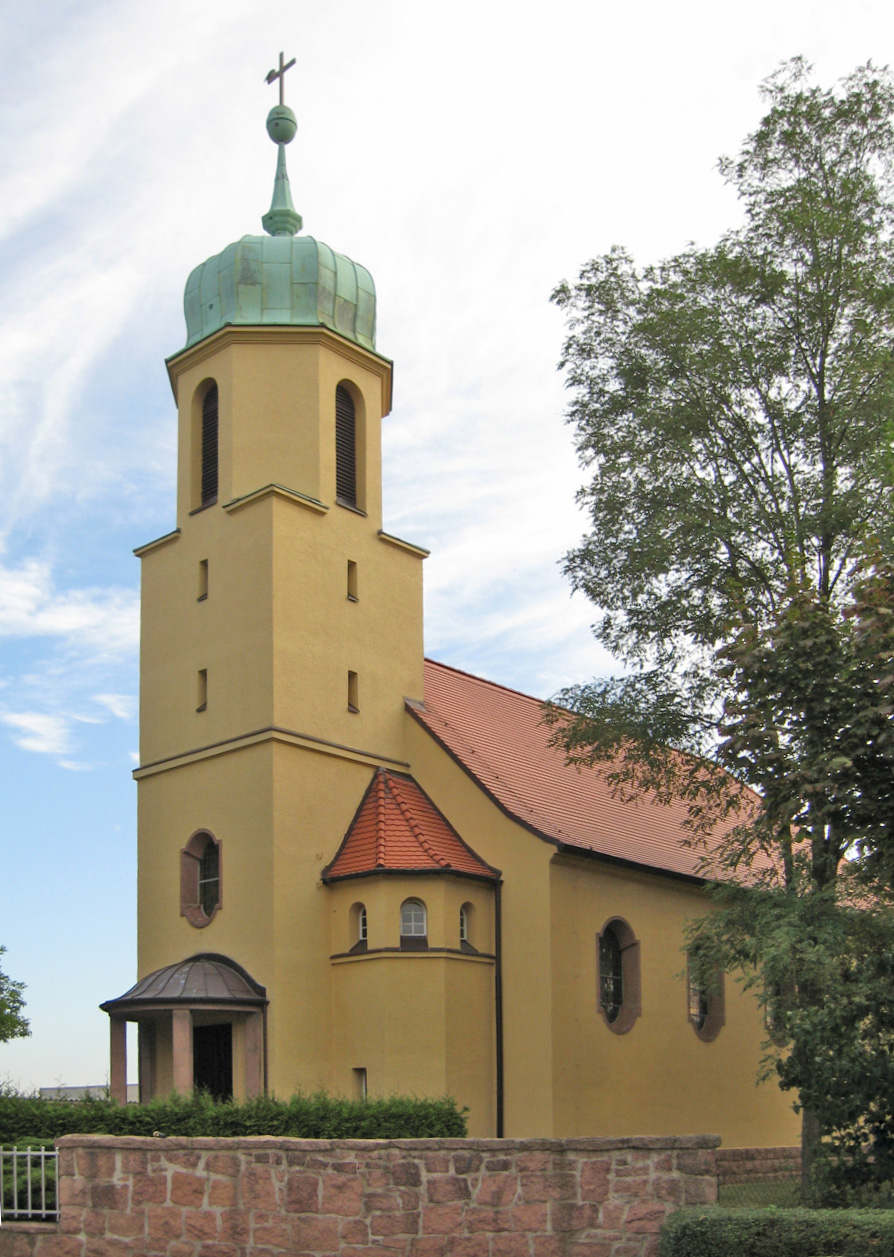
Heilig-Geist-Kirche

Die Heilig-Geist-Kirche ist die römisch-katholische Kirche in Görzig, einer Ortschaft der Stadt Südliches Anhalt im Landkreis Anhalt-Bitterfeld in Sachsen-Anhalt. Das nach dem Heiligen Geist benannte Gotteshaus gehört zur Pfarrei St. Maria Köthen in der Pastoralregion Dessau des Bistums Magdeburg und ist im Denkmalverzeichnis des Landes Sachsen-Anhalt unter der Erfassungsnummer 094 13812 als Baudenkmal aufgeführt.

## Geschichte
Durch die im 16. Jahrhundert von Fürst Wolfgang im Fürstentum Anhalt-Köthen eingeführte Reformation wurde die Bevölkerung von Görzig, das damals zum Archidiakonat Köthen des Erzbistums Magdeburg gehörte, lutherisch.
Erst von der Mitte des 19. Jahrhunderts an ließen sich im Zuge der Industrialisierung wieder Katholiken in Görzig nieder, sie gehörten zunächst zur Marienkirche in Köthen. Das erste Industrieunternehmen im Umfeld von Görzig war die 1847/48 im benachbarten Glauzig gegründete Zuckerfabrik.
Erster katholischer Religionsunterricht in Görzig wurde schon 1909 abgehalten. Im Jahr 1927 arbeiteten die etwa 230 Katholiken aus Görzig und dem Umland zumeist in der Landwirtschaft, der Zuckerfabrik Glauzig sowie dem Schwelwerk Gölzau. Vom 3. April 1927 an, dem Palmsonntag, fanden in Görzig auch katholische Gottesdienste statt. Der Pfarrer von Köthen zelebrierte in Görzig im Gasthof Glück auf.
Nachdem Kommerzienrat Dr. Keitel (teilweise auch Keidel geschrieben), der Besitzer der Glauziger Zuckerfabrik, eine katholische Frau geheiratet hatte, stiftete er der Pfarrei St. Maria in Köthen im benachbarten bevölkerungsreicheren Görzig einen Bauplatz für eine Kirche sowie 5.000 Reichsmark zur Unterstützung des Kirchbaues.
Am 28. Juni 1929 begann der Bau der Heilig-Geist-Kirche, am 2. Juli 1929 folgte ihre Grundsteinlegung. Bereits zu Weihnachten 1929 wurde der erste Gottesdienst in der neuen Kirche gefeiert. Die bischöfliche Kirchweihe folgte am 20. August 1930 durch Erzbischof Caspar Klein, den Bischof des Erzbistums Paderborn, zu dem Görzig damals gehörte.
Am 13. März 1931 wurde der Seminarpriester Albert Bartels als Seelsorger für die Heilig-Geist-Kirche ernannt, womit die Pfarrvikarie Gölzau-Görzig gegründet wurde, die zur Pfarrei Köthen gehörte und anfangs rund 350 Katholiken umfasste. Mangels einer Wohnung in Görzig nahm Pfarrvikar Bartels zunächst seinen Wohnsitz im Pfarrhaus in Köthen. Von 1931 an wurden in Görzig auch katholische Kirchenbücher geführt. Im Zuge der Übersiedlung des Pfarrvikars nach Görzig wurde die Pfarrvikarie Gölzau-Görzig in Pfarrvikarie Görzig umbenannt. Am 13. März 1935 bezog der Pfarrvikar das Pfarrhaus in Görzig, das zuvor einem Möbelfabrikanten als Wohnhaus diente.
Durch die Flucht und Vertreibung Deutscher aus Mittel- und Osteuropa hatte sich die Zahl der Katholiken in der Filialvikarie Görzig bis 1948 auf rund 2000 erhöht. Daher wurde die Filialvikarie Görzig am 1. November 1948 zur Pfarrei erhoben, Pfarrvikar Josef Knoche wurde ihr erster Pfarrer. Die Zahl der Gemeindemitglieder sank aber 1965 mit Schließung des Schachtes Weißandt-Gölzau, 1971 betrug sie nur noch rund 850.
1991 wurde die (2000 aufgelöste und ganz nach Görzig eingegliederte) Pfarrvikarie Gröbzig der Pfarrei Görzig zugeordnet und 1995 die Pfarrvikarien Löbejün und Ostrau, wobei die letzteren heute zur Pfarrei Halle-Nord gehören.
Am 15. Dezember 2007 wurde der Gemeindeverbund Köthen-Görzig-Osternienburg errichtet, dem die Pfarrei Görzig angeschlossen wurde. Zum Gemeindeverbund gehörten neben der Heilig-Geist-Kirche in Görzig auch die Kirchen St. Anna und St. Marien in Köthen sowie die Herz-Jesu-Kirche in Osternienburg und die Kapelle St. Michael in Edderitz. Damals gehörten zur Pfarrei Görzig noch rund 530 Katholiken. Am 2. Mai 2010 entstand aus dem Gemeindeverbund die heutige Pfarrei St. Maria Köthen, die Pfarrei Görzig wurde in diesem Zusammenhang aufgelöst. In den letzten Jahren vor der Auflösung der Dekanatsstrukturen im Bistum Magdeburg am 1. September 2023 gehörte Görzig zum Dekanat Dessau.

## Lage, Architektur und Ausstattung

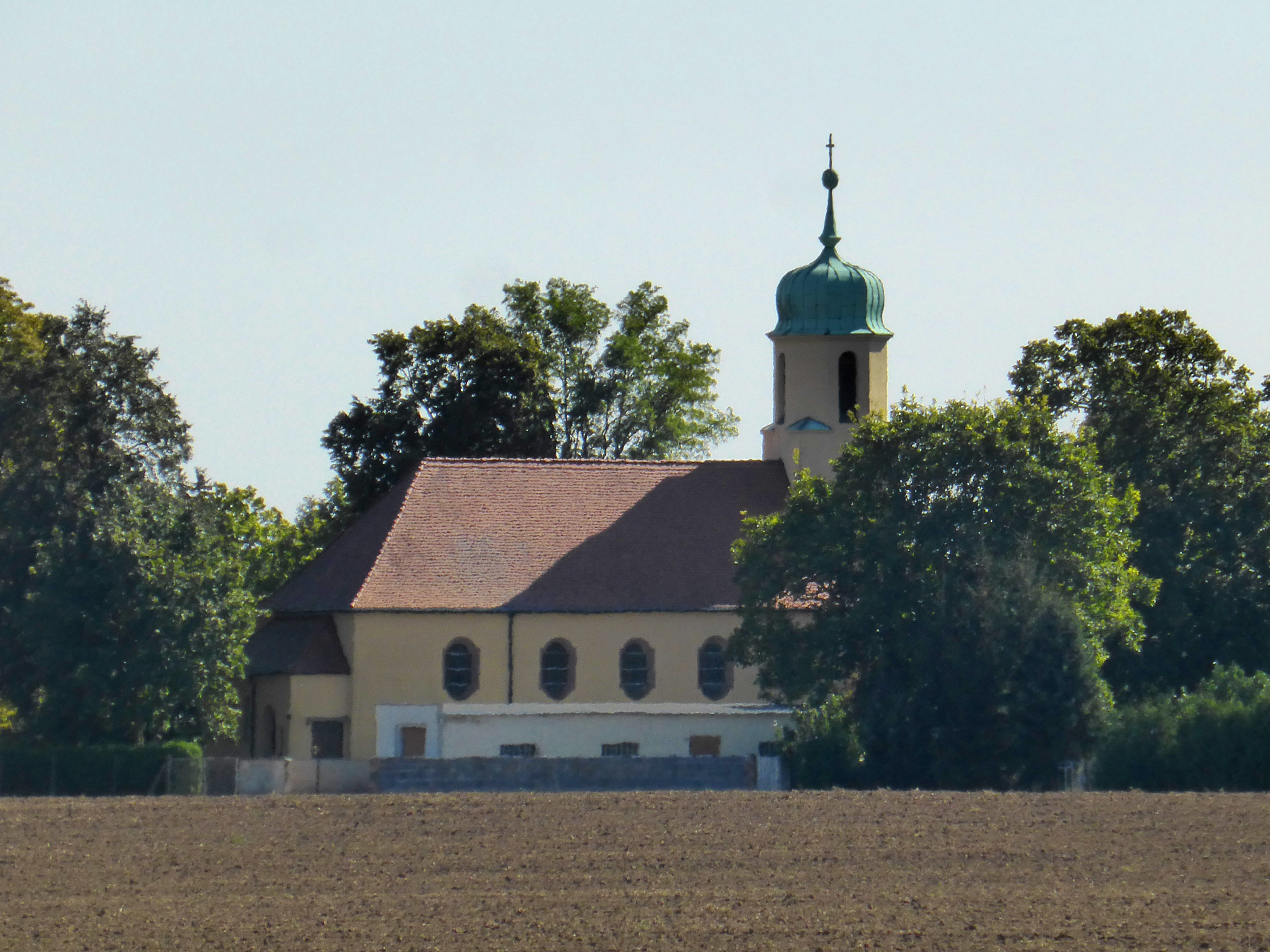
Kirche von Norden

Die geostete Kirche, eine in neobarockem Stil erbaute schlichte Saalkirche, steht auf dem Grundstück Radegaster Straße 39 A.
Das Gotteshaus ist in seinem Baustil einzig in der Köthener Region. Auffällig ist der gedrungene Westturm mit Zwiebelhaube.
Die Kirche wird durch ein überdachtes Portal an der Westseite erschlossen. Die Apsiskalotte war bis mindestens in die 1970er Jahre mit einem großen Bild der Ausgießung des Heiligen Geistes geschmückt. Vor dem Hochaltar, in den der Tabernakel integriert ist, steht der Volksaltar, auf dem das Abendmahl Jesu dargestellt ist. Vor einer Marienstatue können Opferkerzen aufgestellt werden. 
Die einmanualige Orgel mit acht Registern wurde 2002 aus der Moritzkirche in Halle (Saale) nach Görzig umgesetzt, zuvor gab es in der Heilig-Geist-Kirche nur ein Harmonium.